# Alcanodioles

Ejemplos de un 1,2-diol (1,2-ethanodiol, arriba),
un 1,3-diol (1,3-propanodiol, centro)
y un 1,4-diol (1,4-butanodiol, abajo).

Los alcanodioles, compuestos de alcano y diol, forman un grupo de sustancias que consisten en cadenas de hidrocarburos de cadena lineal o ramificada que contienen exactamente dos grupos hidroxilo en diferentes posiciones. No contienen otros heteroátomos o enlaces múltiples.
De acuerdo con la regla de Erlenmeyer , ambos grupos hidroxi están generalmente unidos a diferentes átomos de carbono, ya que los compuestos que tienen dos grupos hidroxi en un átomo de carbono tienen una estabilidad baja.
| Alcoholes polihídricos      | Alcoholes polihídricos   | Alcoholes polihídricos | Alcoholes polihídricos   | Alcoholes polihídricos | Alcoholes polihídricos          | Alcoholes polihídricos  |
| --------------------------- | ------------------------ | ---------------------- | ------------------------ | ---------------------- | ------------------------------- | ----------------------- |
| Número de átomos de carbono | Masa molar en g · mol -1 | Nombre sistemático     | nombre común             | Punto de fusión en °C  | Temperatura de ebullición en °C | Solubilidad en g · l -1 |
| 2                           | 62,1                     | Etano-1,2-diol         | Etilenglicol, 1,2-glicol | −15,6                  | 197,2                           | ∞                       |
| 3                           | 76                       | Propano-1,2-diol       | Propilenglicol           | −68                    | 188                             | ∞                       |
| 3                           | 76                       | Propano-1,3-diol       | Trimetileno              | −32                    | 215                             | ∞                       |
| 4                           | 90                       | Butano-1,2-diol        | 1,2-butileno             | −114                   | 192                             | ∞                       |
| 4                           | 90                       | Butano-1,3-diol        | 1,3-butilenglicol        | < −50                  | 207,5                           | ∞                       |
| 4                           | 90                       | Butano-1,4-diol        | Tetrametileno            | 16                     | 230                             | ∞                       |
| 4                           | 90                       | Butano-2,3-diol        | 2,3-butilenoglicol       | 34 (meso)              | 183 (meso)                      | ∞                       |
| 5                           | 104                      | Pentano-1,5-diol       | Pentametilenoglicol      | −16                    | 242                             | ∞                       |
| 6                           | 118                      | Hexano-1,6-diol        | Hexametilenoglicol       | 39–42                  | 253–260                         | 5000                    |
| 7                           | 132                      | Heptano-1,7-diol       | Heptametilenoglicol      | 17–19                  | 259                             |                         |
| 8                           | 146                      | Octano-1,8-diol        | Octametilenoglicol       | 63                     | 274                             |                         |
| 8                           | 146                      | 2-etil hexano-1,3-diol | Ethylhexylenglycol       | −40                    | 243                             |                         |
| 9                           | 160                      | Nonano-1,9-diol        | Nonametileno lenglicol   | 45–47                  | 288                             | 9                       |
| 10                          | 174                      | Decano-1,10-diol       | Decametilendimetacrilato | 72–75                  | 297                             | 0,7                     |

- Datos: Q20054492